# 米兰敕令 (君士坦丁)

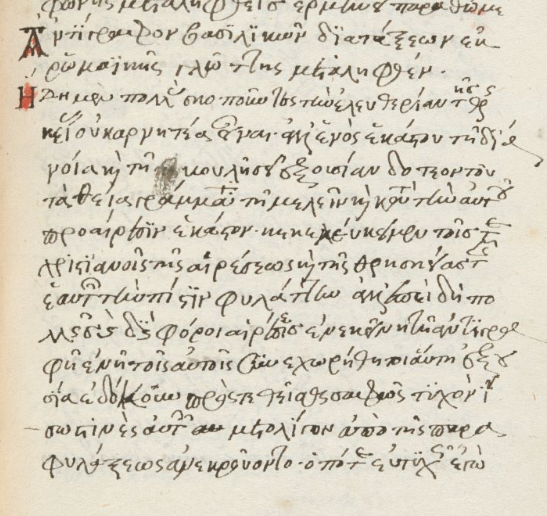
米兰敕令

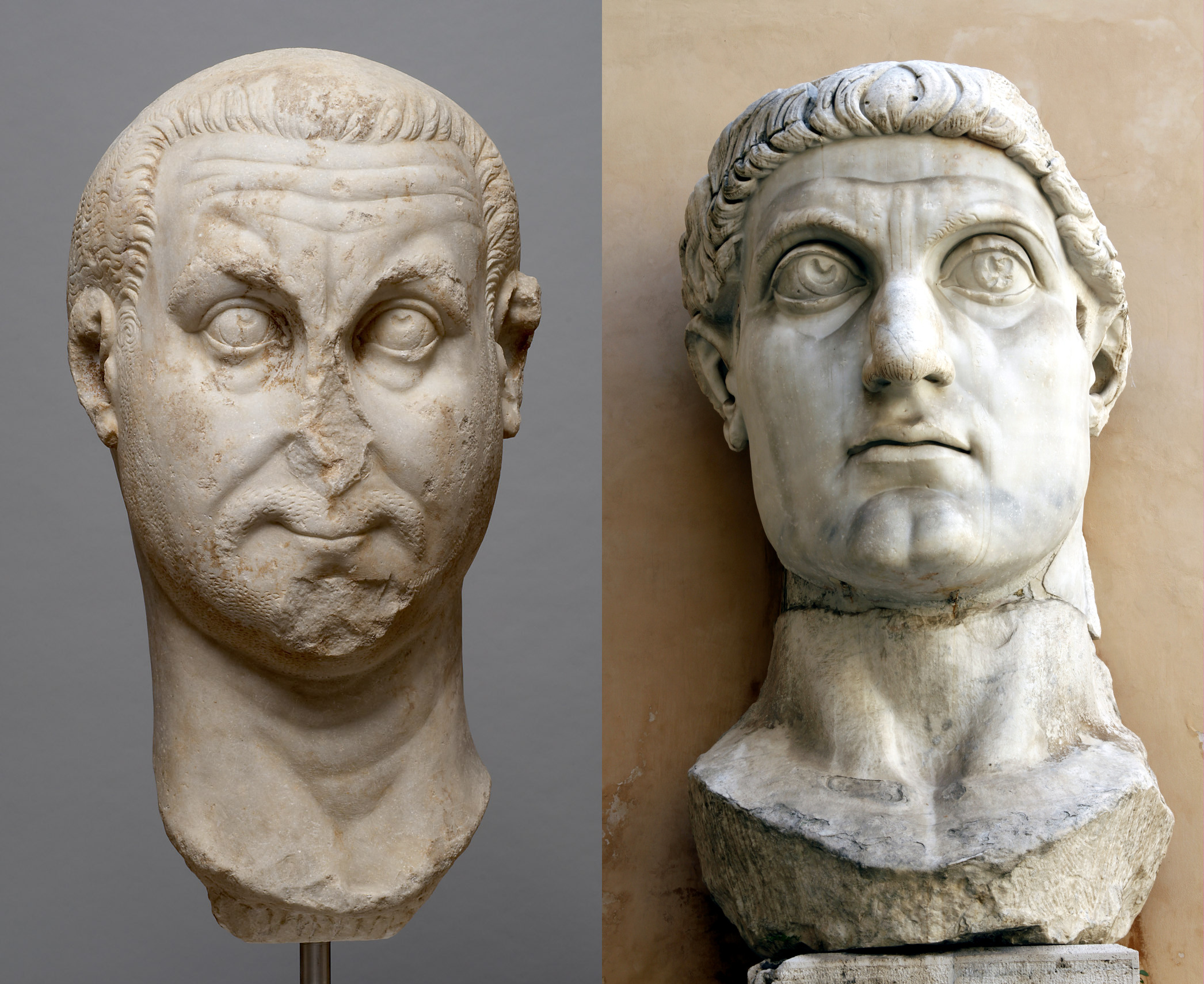
帝國東部皇帝李錫尼（左）和帝國西部皇帝君士坦丁一世（右）

米蘭敕令（拉丁語：Edictum Mediolanense，又譯作米蘭詔令、米蘭諭旨或米蘭詔書）是羅馬帝國西部皇帝君士坦丁一世和東部皇帝李錫尼在313年於意大利本土的梅蒂奧拉努（米蘭）頒發的一個寬容基督教的敕令；此詔書宣佈羅馬帝國境內有信仰基督教的自由，並且發還了已經沒收的教會財產，亦承認了基督教的合法地位。米蘭敕令是基督教歷史上的轉折點，標誌著羅馬帝國的統治者對基督教從鎮壓和寬容相結合的政策轉為保護和利用的政策、從被戴克里先迫害的地下宗教成為被承認的宗教，而基督教也開始了與帝國政府的政教合一。
公元380年，罗马帝国皇帝颁布萨洛尼卡敕令，确立基督教为国教。